# Katharine Bishop
Katharine Julia Scott Bishop (23 juin 1889 - 20 septembre 1975) est une anatomiste de formation, médecin, chercheuse et éducatrice surtout connue pour avoir co-découvert la vitamine E.

## Jeunesse
En 1889, Bishop est née à New York sous le nom de Katharine Scott, de Walter et Katherine Emma (Campbell) Scott,. Elle fréquente la Somerville High School (Massachusetts) pour le lycée et obtient ensuite son diplôme de premier cycle du Wellesley College en 1910,. Après avoir suivi des cours prémédicaux au Radcliffe College, Bishop obtient son diplôme de la faculté de médecine de l'Université Johns Hopkins et son diplôme de médecine en 1915,.

## Découverte de la vitamine E
Après avoir été diplômé de la faculté de médecine, Bishop part à Berkeley pour enseigner l'histologie au département d'anatomie de la faculté de médecine de l'Université de Californie jusqu'en 1923,. Pendant ce temps, Bishop fait ses recherches médicales avec l'anatomiste et endocrinologue Herbert McLean Evans. Ensemble, ils publient une monographie sur la coloration vitale des cellules du tissu conjonctif,,. La découverte de la vitamine E est le résultat de l'étude du cycle de reproduction des rats. Après avoir établi un régime standard pour les rats afin de maintenir leur cycle de reproduction régulier, Bishop et Evans commencent à expérimenter des carences alimentaires. En 1923, ils découvrent un facteur jusqu'alors inconnu, vital pour la reproduction. Lorsque les rats sont nourris avec un régime où le saindoux est la seule source de graisse, bien qu'ils aient grandi sainement, les rats femelles sont incapables de porter des bébés à terme en raison de la dégradation des placentas, et les rats mâles deviennent stériles depuis la formation des spermatozoïdes. les cellules des testicules se détériorent,. Initialement appelé "Facteur X", Bishop et Evans précisent que ce facteur provient de l'extrait lipidique de laitue et de germe de blé. Le nom "Vitamine E" est venu plus tard après la vitamine D.

## Carrière
De 1924 à 1929, Bishop travaille comme histopathologiste à la Fondation George Williams Hooper pour la recherche médicale à San Francisco. Après son mariage et la naissance de ses deux filles, elle passe deux ans à étudier la santé publique à la faculté de médecine de l'Université de Californie. Au milieu des années 1930, Bishop devient médecin et anesthésiste à l'hôpital St. Luke de San Francisco,. Elle accepte un poste à l'hôpital Alta Bates de Berkeley, en Californie, en 1940, et y travaille jusqu'à sa retraite en 1953,. Elle est décédée chez elle à Berkeley en 1975.